# Portal (computerspil)
 For alternative betydninger, se Portal (flertydig). (Se også artikler, som begynder med Portal)
Portal er et 3D single-player puslespil fra Valve, der er et ud af fem spil inkluderet i The Orange Box (som udover Portal indeholder Half-Life 2, Half-Life 2: Episode One, Half-Life 2: Episode Two og Team Fortress 2). Pakken blev udgivet internationalt den 10. oktober 2007 via Steam.

## Gameplay
Gameplayet er omkring Aperture Science Handheld Portal Device (forkortet ASHPD), en håndholdt enhed, der kan skabe portaler, hvilket tillader øjeblikkelig transport og en visuel og fysisk forbindelse mellem ethvert af to forskellige placeringer i et 3D rum. Portaler er begrænset til horisontale og vertikale planer, men hvis to sammenkoblede portaler er på to forskellige planer, kan der opstå bizarre vridninger i geometri og tyngdekraft, såsom hvis spilleren går gennem en portal på væggen og "falder" op af gulvet flere meter væk fra, hvor spilleren startede. Kun to portaler må åbnes ad gangen. Hvis en ny portal bliver dannet, erstatter den, den tidligere portal af samme farve. Enheden fungerer også som en mindre kraftig udgave af Half-Life 2s gravity gun, der kan tage fat i og holde objekter, selvom det ikke er muligt at "kaste" objekter som gravity gun kan.

## Historien
I Portal kontrollerer spilleren en test deltager i Aperture Science Enrichment Centeret. Ved at bruge "ASHPD'en", kan spilleren udføre en række tests, så som at lave en portal til at vælte et maskingeværstårn og andre objekter eller at bevæge sig til et førhen utilgængeligt område. Guidet af en elektronisk kvindestemme, der både er komisk og truende, må spilleren enten udføre disse opgaver, eller fejle testen. Fejl eller nægtelse af en test resulterer i døden.